# Teleogryllus wittei
Teleogryllus wittei is een rechtvleugelig insect uit de familie krekels (Gryllidae). De wetenschappelijke naam van deze soort is voor het eerst geldig gepubliceerd in 1939 door Chopard.